# Мураенко, Олег Васильевич
Олег Васильевич Мураенко (1973, Петропавловск — 2002, Северо-Казахстанская область) — казахстанский серийный убийца, виновный в убийстве шести женщин в Петропавловске в период с марта по ноябрь 2000 года, после того как был ошибочно освобождён из тюрьмы после убийства сокамерника в 1998 году. После длительного расследования и его поимки при помощи отпечатков пальцев он был осуждён и приговорён к смертной казни. Казнён в 2002 году.

## Биография

### Ранняя криминальная деятельность
О биографии Мураенко мало что известно. Родившийся в 1973 году в Петропавловске, он пользовался популярностью у девушек и женщин города, которые описывали его как высокого и красивого мужчину, похожего на казахского Алена Делона. Несмотря на это, Мураенко впервые привлекли к уголовной ответственности в 17 лет, а к 25 годам на его счету три судимости за грабёж и кражу. Отбывая последний срок в колонии в Новоукраинке, он присоединился к тюремной банде под названием «Совет правопорядка». В ночь с 19 на 20 ноября 1998 года Мураенко вместе с несколькими другими членами напал на группу заключённых, отказавшихся вступать в их банду, избив одного из них до смерти, а трое других остались с переломами ребер, голеней и повреждениями внутренних органов. По данному инциденту было начато уголовное расследование, но из-за плохого руководства и отсутствия сотрудничества с прокуратурой дело длилось два года, и обвинение никому предъявлено не было. Тем временем, 20 мая 1999 года Мураенко уже вышел из тюрьмы и вернулся в Петропавловск, где вскоре после этого начал серию убийств.

### Убийства
13 марта 2000 года около 2 часов ночи Мураенко встретил женщину, возвращавшуюся домой после посещения кафе «Мастер и Маргарита» с друзьями. Он задушил её собственным шарфом. Когда Мураенко остановился, жертва упала на землю. Мураенко поставил ногу ей на шею, чтобы убедиться, что она мертва. Убив её, Мураенко украл её тулуп, в спешке оторвав от него небольшой ремешок. Несмотря на это, офицеры, расследовавшие место преступления, не смогли найти никаких улик, которые могли бы указать на личность преступника, за исключением небольшого фрагмента отпечатка пальца, оставленного на сумочке женщины. Через месяц в другой части города произошло ещё одно убийство: после того, как жертва вернулась домой пьяная с вечеринки, не связавшись с родственниками, она была обнаружена в постели, задушенная кожаным ремнём от пальто. Как и в случае с первой жертвой, у неё украли пальто, и всё также, поскольку не было свидетелей и вещественных доказательств, следователи не могли понять, что именно произошло в ночь убийства. В своем последнем признании Мураенко заявил, что встретил женщину возле амбулатории и предложил проводить её до дома. В пьяном виде она согласилась пригласить его на чай.
Летом Мураенко совершил новое убийство, задушив проститутку возле её дома. В этом преступлении таксист, который её высадил, на некоторое время считался подозреваемым, но позже предоставил заслуживающее доверия алиби. Летом снова на даче под Петропавловском была убита ещё одна проститутка, на этот раз ножом (по другой версии топором). По словам очевидцев, в ночь перед смертью женщину видели пьющей в различных киосках, но никто не видел, чтобы её кто-то сопровождал или следовал за ней. К этому времени по городу начали распространяться слухи о нападении маньяка на женщин, что вызвало беспокойство у местных властей, которые к тому времени ещё не были уверены, было ли это делом рук серийного преступника или нет.
В ноябре в микрорайоне Черёмушки города Петропавловска Мураенко зашёл в местный продуктовый магазин и запер за собой дверь. После этого он перепрыгнул через стойку и задушил кассира. После совершения поступка он некоторое время сидел внутри, пил коньяк и ел конфеты. На следующий день в центре города он ворвался в другой магазин напротив полицейского участка и убил кассира, который собирался пойти по делам. Оба инцидента произошли через короткие промежутки времени, но ровно настолько, чтобы Мураенко смог проскользнуть незамеченным.

### Арест, суд и казнь
Вскоре после убийств в магазине отставной полицейский Талгат Тугунбаев, прогуливаясь по улице, заметил двух пьяных женщин и мужчину, входящих в местное общежитие. Он уведомил нынешнего начальника управления полиции Нургали Уразалинова с просьбой на всякий случай прислать отряд для проверки. В конце концов сыщики обнаружили троицу занимающейся сексом в одной из комнат, когда один из оперативников заметил, что на одной из девушек был тот же тулуп, что и на одной из жертв убийства. Троицу доставили в отделение полиции, где девушка объяснила, что пальто ей подарил друг — Олег Мураенко.
Узнав об этом, Мураенко быстро арестовали и отправили на допрос. В ходе процесса он дал противоречивые сведения о том, как шуба оказалась у него в руках, сначала утверждая, что она досталась ему от племянника, а затем от дяди, который якобы получил её вместе с некоторыми столовыми приборами от родственника умершей женщины. Тем временем начальники судебно-медицинского отдела Игорь Семенов и Ольга Потороча сравнили частичный отпечаток пальца, найденный на сумочке первой жертвы, и обнаружили, что он точно совпадает с отпечатком пальца Мураенко. Они передали информацию оперативникам, которые, в свою очередь, сообщили Олегу. После того, как ему предоставили эту информацию, он признался в преступлениях, подробно объяснив, как и где он убил своих жертв. Несмотря на это, в зале суда он отказался от своих признаний, признав ответственность исключительно за второе убийство. Однако прокуроры смогли точно представить свои доказательства, и после длительного судебного разбирательства Мураенко был признан виновным и приговорён к смертной казни. В 2002 году он был казнён, всего за год до введения в стране моратория на казнь, став последним известным заключённым, казнённым в Северо-Казахстанской области.